# Piennes
Piennes – miejscowość i gmina we Francji, w regionie Grand Est, w departamencie Meurthe i Mozela.
Według danych na rok 1990 gminę zamieszkiwało 2388 osób, a gęstość zaludnienia wynosiła 511 osób/km² (wśród 2335 gmin Lotaryngii Piennes plasuje się na 181. miejscu pod względem liczby ludności, natomiast pod względem powierzchni na miejscu 1040.).

## Miasta partnerskie
- Boguszów-Gorce